# فريدريك ماورر (أستاذ جامعي)
فريدريك ماورر (بالألمانية: Friedrich Maurer)‏ هو مختص في الدراسات القروسطية ‏ وجندي ألماني، ولد في 5 يناير 1898 في ليندنفلز في ألمانيا، وتوفي في 7 نوفمبر 1984 في Merzhausen ‏ في ألمانيا.